# Jon Jay
Jonathan «Jon» Henry Jay es un jugador de béisbol que juega en la posición de Jardinero izquierdo, que actualmente juega en los Chicago Cubs.En su carrera en la universidad jugó en la Universidad de Miami. Es un jugador zurdo en el bateo y en la defensa.

## Carrera profesional
Jon Jay fue seleccionado por los Cardenales en la segunda ronda (turno 74) del Draft 2006 

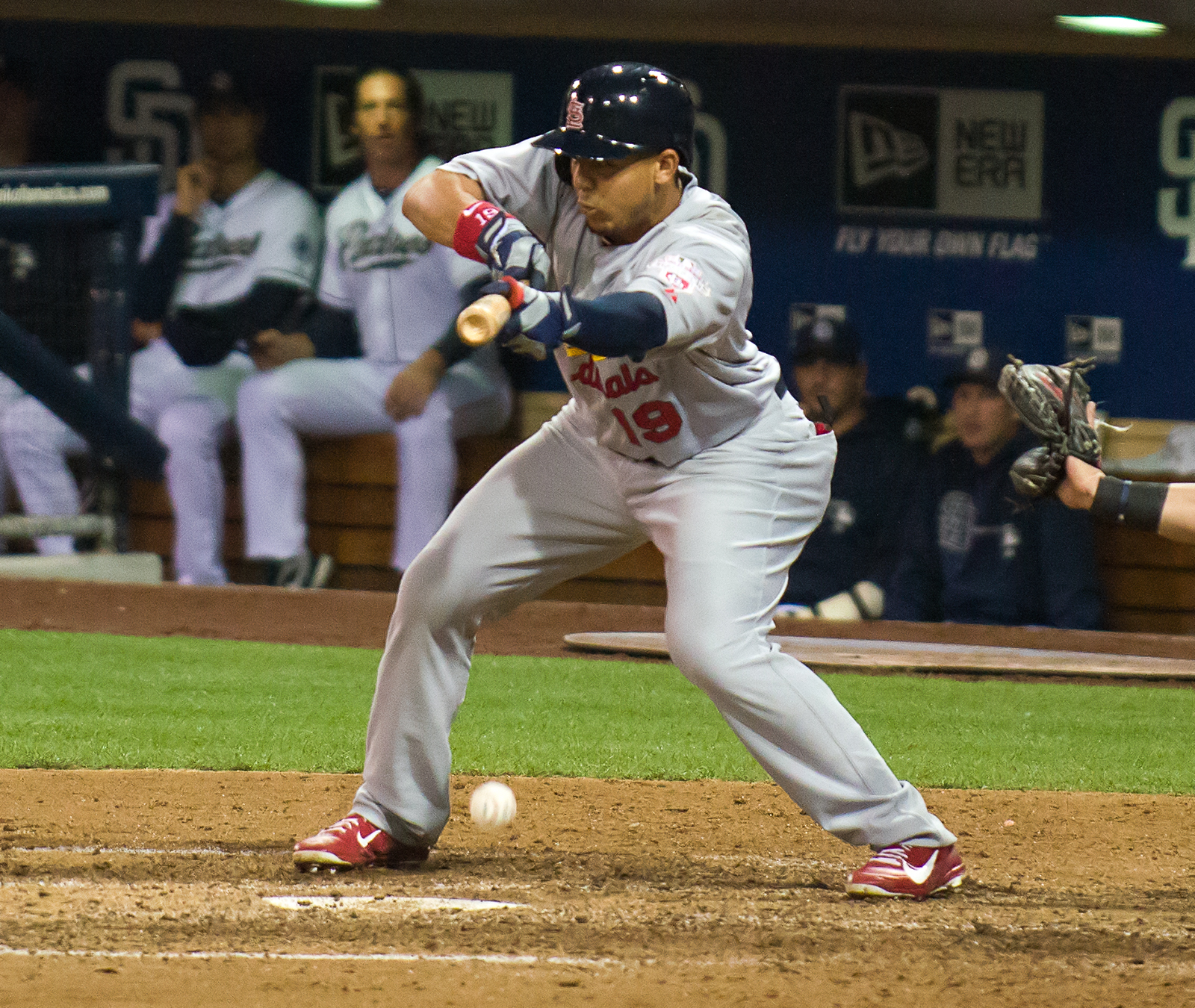
Jon Jay haciendo un golpe de sacrificio con los cardinals

MLB. Jay jugó béisbol en la escuela secundaria Christopher Columbus High School secundaria ubicada en Miami, Florida, donde ganó el campeonato del estado en su último año. Jay hizo su debut en Grandes Ligas el 26 de abril de 2010. El 27 de julio de 2011, cuando el jardinero central Colby Rasmus fue cambiado a los Toronto Blue Jays. Jay entonces se hizo cargo en el jardín central. En 2011, Jay jugó 159 partidos, más que cualquier otro jugador de los Cardenales.
El 15 de mayo de 2012, Jay fue trasladado a la lista de lesionados de 15 días debido al persistente dolor en el hombro después de chocarse en la pared del jardín central.Regresó de la lista de lesionados el 22 de junio de ese mismo año. 
Jay ha participado en la Liga Venezolana de Béisbol Profesional, donde jugó con los Leones del Caracas en la temporada 2009-2010. Los Leones finalmente derrotaron a los Navegantes del Magallanes en el campeonato de ese año.

## Vida personal
En varias ocasiones, ha recibido el apodo de "El Federalista", "El Padre de la Patria", y "El Presidente del Tribunal Supremo", en honor de John Jay. El 28 de enero de 2011, Jay organizó un evento de bolos a caridad en Lanes Lucky Strikes en Miami Beach, Florida. Jon y su familia habían estado involucrados en obras de caridad al igual que la Asociación Chapman durante su infancia. Entre los veinte asistentes Grandes Ligas eran Yonder Alonso, JP Arencibia, Gio Gonzàlez, Storen Drew, Chris Marrero, Greene Tyler, Craig Allen, Lynn Lance, John Mayberry, Gaby Sánchez, Manny Machado, y Mike Lowell.Chris Bosh también estuvo presente